# Campionati del mondo di atletica leggera indoor 2022 - Getto del peso maschile
La gara del getto del peso maschile dei campionati del mondo di atletica leggera indoor 2022 si è svolta il 19 marzo.

## Podio
| Pos.    | Atleta        | Nazionalità   | Misura  |
| ------- | ------------- | ------------- | ------- |
| Oro     | Darlan Romani | Brasile       | 22,53 m |
| Argento | Ryan Crouser  | Stati Uniti   | 22,44 m |
| Bronzo  | Tomas Walsh   | Nuova Zelanda | 22,31 m |

## Situazione pre-gara

### Record
Prima di questa competizione, il record del mondo indoor e il record dei campionati erano i seguenti.
| Record                | Prestazione | Atleta                    | Data e luogo                              | Competizione                     |
| --------------------- | ----------- | ------------------------- | ----------------------------------------- | -------------------------------- |
| Record mondiale       | 22,82 m     | Ryan Crouser Stati Uniti  | 24 gennaio 2021 Fayetteville, Stati Uniti | American Track League 1          |
| Record dei campionati | 22,31 m     | Tomas Walsh Nuova Zelanda | 3 marzo 2018 Birmingham, Regno Unito      | Campionati del mondo indoor 2018 |

### Campioni in carica
I campioni in carica a livello mondiale erano:
| Campione        | Atleta                    | Prestazione | Data e luogo                         | Competizione                     |
| --------------- | ------------------------- | ----------- | ------------------------------------ | -------------------------------- |
| Olimpico        | Ryan Crouser Stati Uniti  | 23,30 m     | 5 agosto 2021 Tokyo, Giappone        | Giochi della XXXII Olimpiade     |
| Mondiale indoor | Tomas Walsh Nuova Zelanda | 22,31 m     | 3 marzo 2018 Birmingham, Regno Unito | Campionati del mondo indoor 2018 |

### La stagione
Prima di questa gara, gli atleti con le migliori tre prestazioni dell'anno erano:
| Pos. | Atleta                    | Prestazione | Data e luogo                          |
| ---- | ------------------------- | ----------- | ------------------------------------- |
| 1    | Ryan Crouser Stati Uniti  | 22,51 m     | 27 febbraio 2022 Spokane, Stati Uniti |
| 2    | Konrad Bukowiecki Polonia | 21,91 m     | 2 marzo 2022 Madrid, Spagna           |
| 3    | Filip Mihaljević Croazia  | 21,84 m     | 22 febbraio 2022 Toruń, Polonia       |

## Risultati

### Finale
La finale diretta si è tenuta il 19 marzo alle ore 19:25.
| Pos | Atleta                 | Nazionalità          | 1ª prova | 2ª prova | 3ª prova | 4ª prova | 5ª prova | 6ª prova | Risultato | Note                                        |
| --- | ---------------------- | -------------------- | -------- | -------- | -------- | -------- | -------- | -------- | --------- | ------------------------------------------- |
|     | Darlan Romani          | Brasile              | 21,74 m  | 21,79 m  | 22,53 m  | 21,31 m  | x        | 22,18 m  | 22,53 m   | Record dei campionati · Record sudamericano |
|     | Ryan Crouser           | Stati Uniti          | 22,44 m  | 21,55 m  | 21,86 m  | 22,32 m  | x        | 21,93 m  | 22,44 m   |                                             |
|     | Tomas Walsh            | Nuova Zelanda        | 22,29 m  | x        | 21,78 m  | x        | x        | 22,31 m  | 22,31 m   | Record oceaniano                            |
| 4   | Filip Mihaljević       | Croazia              | 21,51 m  | 21,05 m  | x        | 21,83 m  | 21,03 m  | 21,81 m  | 21,83 m   |                                             |
| 5   | Josh Awotunde          | Stati Uniti          | 20,74 m  | 21,41 m  | 21,70 m  | x        | x        | x        | 21,70 m   |                                             |
| 6   | Zane Weir              | Italia               | 21,34 m  | x        | x        | x        | x        | 21,67 m  | 21,67 m   | Record nazionale                            |
| 7   | Nick Ponzio            | Italia               | x        | 21,15 m  | x        | x        | 20,64 m  | 21,30 m  | 21,30 m   |                                             |
| 8   | Mesud Pezer            | Bosnia ed Erzegovina | 20,64 m  | 20,94 m  | x        | x        | x        | 20,70 m  | 20,94 m   | Miglior prestazione personale stagionale    |
| 9   | Michał Haratyk         | Polonia              | x        | 20,42 m  | 20,88 m  |          |          |          | 20,88 m   |                                             |
| 10  | Konrad Bukowiecki      | Polonia              | 19,79 m  | 20,79 m  | x        |          |          |          | 20,79 m   |                                             |
| 11  | Asmir Kolašinac        | Serbia               | 20,64 m  | x        | x        |          |          |          | 20,64 m   |                                             |
| 12  | Wictor Petersson       | Svezia               | 20,33 m  | x        | x        |          |          |          | 20,33 m   |                                             |
| 13  | Bob Bertemes           | Lussemburgo          | 20,10 m  | x        | x        |          |          |          | 20,10 m   |                                             |
| 14  | Tomáš Staněk           | Rep. Ceca            | x        | 19,93 m  | x        |          |          |          | 19,93 m   |                                             |
| 15  | Francisco Belo         | Portogallo           | 19,87 m  | x        | x        |          |          |          | 19,87 m   |                                             |
| 16  | Scott Lincoln          | Gran Bretagna        | 19,33 m  | 19,45 m  | 19,65 m  |          |          |          | 19,65 m   |                                             |
| 17  | Andrei Rares Toader    | Romania              | 19,10 m  | 19,60 m  | 19,33 m  |          |          |          | 19,60 m   |                                             |
| -   | Tajinderpal Singh Toor | India                | x        | x        | x        |          |          |          | nm        |                                             |